# 1998年12月逝世人物列表
1998年逝世人物列表：1月 - 2月 - 3月 - 4月 - 5月 - 6月 - 7月 - 8月 - 9月 - 10月 - 11月 - 12月
1998年12月逝世人物列表，是用於匯總1998年12月期間逝世人物的列表。

## 依日期排序

### 1日
- 艾莎·阿卜杜勒·拉赫曼（Aisha Abd al-Rahman），85歲，埃及作家和文學教授，心臟病發作。[1]
- 珍妮特·路易斯（Janet Lewis），99歲，美國小說家、詩人和劇作家。[2]
- 貝爾蒂爾·諾達爾（Bertil Nordahl），81歲，瑞典足球運動員和經理。[3]
- 文森佐·帕帕萊特拉（Vincenzo Pappalettera），79歲，義大利作家和歷史學家。
- 唐納德·史密斯，76歲，澳大利亞歌劇男高音。[4]
- 弗雷迪·楊（Freddie Young），96歲，英國電影攝影師（《阿拉伯的勞倫斯》，《日瓦戈醫生》，《瑞恩的女兒》），奧斯卡獎得主（1963年，1966年，1971年）。[5]

### 2日
- 西奧多拉·米德·阿貝爾，99歲，美國臨床心理學家。[6]
- 班·吉蒂尼，79歲，美國棒球運動員。[7]
- 鮑勃·哈加特，84歲，美國迪克西蘭爵士音樂家。[8]
- 克利奧帕·伊利，86歲，羅馬尼亞修道院院長。[9]
- 織田幹雄，93歲，日本運動員，首位日本奧運金牌得主。[10]
- 布萊恩·斯通豪斯，80歲，二戰期間的英國畫家和SEO經紀人。[11]

### 3日
- 皮埃爾·海圖，62歲，加拿大指揮家、鋼琴家和政治家，死於癌症。[12]
- 阿爾伯特·萊曼，83歲，蘇聯古典音樂作曲家。
- 穆罕默德·莫赫塔里，56歲，伊朗作家，詩人和活動家，被謀殺。[13]
- 喬治·默塞爾，73歲，英國演員。
- 羅伯特·羅斯柴爾德，86歲，比利時外交官。[14]
- 艾德·威德瑟斯，88歲，美式足球運動員。[15]

### 4日
- 珀西·艾姆斯，66歲，英格蘭足球運動員。
- 埃吉爾·約翰森，64歲，挪威-瑞典爵士音樂家。[16]
- 蘇珊娜·喬文，21歲，德國出生的美國學生，被謀殺。[17]
- 米爾頓·馬克斯，78歲，美國政治家。[18]
- 尤里·文格羅夫斯基，60歲，烏克蘭排球運動員和奧運冠軍。[19]

### 5日
- Hazel Bishop，92歲，美國化學家。[20]
- 傑克康納，78歲，英格蘭足球運動員。
- Jean Fenwick，91歲，特立尼達裔美國女演員。
- 老艾伯特·戈尔，90歲，美國政治家，阿尔·戈尔的父親。[21]
- John Lions，61歲，澳大利亞計算機科學家。
- 張子強，43歲，中國罪犯，被行刑隊處決。[22]

### 6日
- 塞萨尔·巴尔达奇尼（César Baldaccini），77歲，法國雕塑家。[23]
- 喬治·博爾格（Georges Borgeaud），84歲，瑞士作家和出版商。[24]
- 羅伯特·馬拉斯科（Robert Marasco），62歲，美國恐怖小說家和劇作家，肺癌。[25]
- 皮埃爾·穆塞爾（Pierre Mousel），83歲，盧森堡足球運動員。[26]
- Peg Leg Bates，91歲，美國藝人。[27]
- 拉多米爾·沙珀（Radomir Šaper），72歲，南斯拉夫/塞爾維亞籃球運動員和高管。
- Hoshiar Singh，61歲，印度陸軍軍官。
- 邁克爾·扎斯洛，56歲，美國演員，癌症。[28]

### 7日
- 約翰·艾迪生，78歲，英國作曲家。[29]
- 卡洛斯·奧維耶多·卡瓦達，71歲，智利天主教樞機主教。
- 丹尼爾·李·科溫，40歲，美國連環殺手，被注射死刑。[30]
- 沃伊托·黑爾斯頓，66歲，芬蘭短跑運動員和奧運獎牌得主。[31]
- 蒂姆·凱利，61歲，美國劇作家。
- 馬丁·羅德貝爾，73歲，美國科學家，諾貝爾獎獲得者，死於多器官衰竭。[32]

### 8日
- 邁克爾·科雷茲，56歲，英國演員
- 漢密爾頓·H·豪茲，89歲，美國將軍，第82空降師師長。[33]
- 喬治·羅登，60歲，大衛教派的美國領袖，心臟病發作而死。[34]
- 奧多·約瑟夫·斯特魯格，67歲，奧地利自動化先驅，死於癌症。[35]

### 9日
- 若山彰（日语：若山彰），日本歌手。
- Christine Fulwylie-Bankston，82歲，美國詩人、出版商和民權活動家。
- Bill Looby，67歲，美國足球運動員。[36]
- 阿奇·摩爾，81歲，美國拳擊冠軍，心力衰竭而死。[37]
- 穆罕默德·賈法爾·普揚德，44歲，伊朗作家和活動家，被謀殺。

### 10日
- 維姆·霍拉·阿德瑪（Wim Hora Adema），84歲，荷蘭兒童作家和女權主義者。[38]
- 鮑勃·布朗（Bob Brown），59歲，美國橄欖球運動員。
- 鲍勃·迪尔（Bob Dille），81歲，美國籃球運動員。[39]
- 巴迪·費恩（Buddy Feyne），86歲，美國作詞家。[40]
- 王淦昌，91歲，中國核物理學家。
- 雷·古森斯，74歲，比利時藝術家、動畫師、作家和電影導演（《埃爾熱的丁丁歷險記》）。[41]
- 特裡格夫·豪格蘭（Trygve Haugeland），84歲，挪威政治家。
- 卡梅爾·梅薩烏迪（Kamel Messaoudi），37歲，阿爾及利亞Chaabi音樂家，交通事故。[42]
- Charles D. Mize，77歲，美國海軍陸戰隊軍官，死於白血病。[43]
- 伯塔·辛格曼，97歲，白俄羅斯裔阿根廷歌手和女演員，死於心血管疾病。
- 維達·托姆希奇，85歲，斯洛維尼亞共產主義者和二戰遊擊隊戰士。

### 11日
- 杰克·科尔曼（英語：Jack Coleman），74岁，美国篮球运动员。
- Irma Hünerfauth，90歲，德國畫家和雕塑家。
- Gunnar Johansson，79歲，瑞典短距離皮划艇運動員和奧運選手。[44]
- André Lichnerowicz，83歲，法國微分幾何學家和數學物理學家。[45]
- 吉米·麥凱（Jimmy Mackay），54歲，蘇格蘭裔澳大利亞足球運動員。[46]
- 卡維·普拉迪普（Kavi Pradeep），83歲，印度詩人和詞曲作者。[47]
- 陈璞如，80歲，中國政治家。
- 安東·斯坦科夫斯基，92歲，德國平面設計師、攝影師和畫家。[48]
- Lynn Strait，30歲，美國歌手和Snot樂隊主唱，死於車禍。
- Max Streibl，66歲，德國政治家。[49]

### 12日
- 馬克斯·博伊德斯頓（Max Boydston），66歲，美國橄欖球運動員。[50]
- 勞頓·奇利斯，68歲，美國政治家，心臟病發作。[51]
- Marco Denevi.，76歲，阿根廷小說家、律師和記者。
- 吉米·艾利斯，53歲，美國歌手，在搶劫中被謀殺。[52]
- 丹尼·蓋爾豪斯，87歲，美國棒球運動員。[53]
- Willis J. Gertsch，92歲，美國蜘蛛學家。
- 瓦迪姆·古利亞耶夫，57歲，俄羅斯水球運動員和奧運冠軍。[54]
- 威廉·A·馬拉，70歲，美國政治家。
- 唐·派特森，88歲，美國製片人、動畫師和導演。
- Mo Udall，76歲，美國政治家，帕金森病。[55]

### 13日
- 海倫·阿道夫，102歲，奧地利裔美國語言學家和文學家。[56]
- 威廉·登·圖姆，87歲，荷蘭政治家。[57]
- 迪恩·福塞特，85歲，美國畫家。[58]
- 盧·格拉德，91歲，英國人。[59]
- 哈威·鐘斯，77歲，美國橄欖球運動員。[60]
- 理查·湯瑪斯，66歲，英國海軍上將和黑棒。
- Ariadna Welter，68歲，墨西哥電影女演員。[61]
- 梁湘，79歲，中國政治家。
- Norbert Zongo，49歲，布吉納法索調查記者，被謀殺。[62]

### 14日
- 維托里奧·科塔法維，84歲，義大利電影導演和編劇。[63]
- 諾曼·費爾，74歲，美國演員，骨髓癌。[64]
- A. Leon Higginbotham， Jr.，70歲，非裔美國民權宣導者，作家和法官，死於中風。[65]
- 尤里·赫羅馬克，50歲，烏克蘭仰泳運動員和奧運獎牌得主。[66]
- James A. Jensen，80歲，美國古生物學家。[67]
- 布萊恩·路易斯，55歲，英格蘭足球運動員。[68]
- 安妮特·施特勞斯，74歲，美國慈善家，達拉斯市長，死於癌症。[69]
- Will Tremper，70歲，德國記者和電影製片人，心臟病發作而死。[70]

### 15日
- 丹尼爾·蘭格蘭德，77歲，法國足球運動員和教練。[71]
- 揚·梅耶羅維茨，85歲，美國作曲家、指揮家、鋼琴家和作家。[72]
- 羅威娜·摩爾，88歲，美國民權活動家。
- 羅伯特·保羅，88歲，法國田徑運動員和奧運選手。[73]
- 迪恩·彼得斯，40歲，美國職業摔跤手和裁判，死於車禍。
- 揚·波德拉茨基，82歲，斯洛伐克足球運動員。
- 約翰尼·里德爾，93歲，美國棒球運動員和教練。[74]
- 保羅·里維埃，86歲，二戰期間法國抵抗運動戰士和政治家。[75]

### 16日
- 克萊·布萊爾，73歲，美國記者和作家，心臟病發作而死。[76]
- 喬斯林·克蘭，89歲，美國癌症學家。
- Jean de Montrémy，85歲，法國實業家、賽車手和賽車設計師。[77]
- 威廉·蓋迪斯，75歲，美國小說家，死於前列腺癌。[78]
- 約翰尼·戈西卡，83歲，美國棒球運動員。[79]
- 李兌榮，84歲，韓國律師、法官。
- Maneklal Sankalchand Thacker，94歲，印度工程師和學者。
- 菲力浦·特魯，50歲，美國駐外記者，被謀殺。[80]

### 17日
- 凱文·布倫南（Kevin Brennan），78歲，澳大利亞出生的英國影視演員。
- 約翰·伯恩斯·布魯克斯比（John Burns Brooksby），83歲，蘇格蘭獸醫。[81]
- Allan D'Arcangelo，68歲，美國藝術家和版畫家。[82]
- 約瑟夫·埃什里克（Joseph Esherick），86歲，美國建築師，心力衰竭。[83]
- 安東尼娜·胡迪亞科娃，81歲，二戰期間的蘇聯空軍軍官。
- 多蘿西·尼姆貝（Dorothy Nyembe），66歲，南非活動家和政治家。
- 哈裡·奧斯曼（Harry Osman），87歲，英國足球運動員。

### 18日
- 奧古斯丁·巴爾沃薩，85歲，巴拉圭歌手和作曲家。
- C. S. Chellappa，86歲，印度作家、記者和政治活動家。
- 列夫·焦明，72歲，蘇聯宇航員，死於癌症。[84]
- 穆罕默德·塔吉·法爾薩菲，90歲，伊朗阿亞圖拉和傳教士。
- 哈裡·哈多克（Harry Haddock），73歲，蘇格蘭足球運動員。[85]
- 阿卜杜拉賈克·阿布巴卡爾·賈賈拉尼（Abdurajak Abubakar Janjalani），38-39歲，菲律賓激進分子，阿布沙耶夫（Abu Sayyaf）的創始人，被槍殺。[86]
- 維諾德·米什拉（Vinod Mishra），51歲，印度共產黨政治家，心臟病發作。
- 埃德溫·莫伊茲（Edwin E. Moise），79歲，美國數學家。[87]
- 吉爾伯托·穆尼奧斯，75歲，智利足球運動員。
- Tadeusz Rybczynski，75歲，波蘭裔英國經濟學家。
- 馬克斯·韋爾利，89歲，瑞士文學家和德國人。[88]

### 19日
- 加里·布萊恩，65歲，加拿大冰球運動員。[89]
- 卡利·達爾斯特隆，86歲，美國冰球運動員。[90]
- 梅爾·費舍爾，76歲，美國尋寶者。[91]
- 戈登·岡特，89歲，美國海洋生物學家和漁業科學家。
- 安東尼奧·奧爾多涅斯，66歲，西班牙鬥牛士，死於肝癌。[92]
- 伯恩哈德·特斯曼，86歲，二戰期間和之後的德國火箭科學家。
- 羅恩·特納，76歲，英國插畫家和漫畫家，中風和心臟病發作而死。[93]
- 錢鍾書，88歲，中國文學家、作家，死於癌症。[94]

### 20日
- 安德列·德瓦夫林，87歲，第二次世界大戰期間的法國軍官和抵抗運動成員。[95]
- E. W. Etchells，87歲，美國水手和帆船設計師。[96]
- Angelo Grizzetti，82歲，法國-義大利足球運動員和教練。
- 愛琳·赫維，89歲，美國女演員，心力衰竭而死。[97]
- 艾倫·勞埃德·霍奇金，84歲，英國科學家，諾貝爾生理學或醫學獎獲得者。[98]
- 卡齊米日·克羅皮德沃夫斯基，67歲，波蘭跳遠運動員和奧運選手。[99]
- 班加羅爾文卡塔·拉曼，86歲，印度占星家。[100]
- 沙尔卡尼·米克洛什，90歲，匈牙利水球運動員和奧運冠軍。[101]

### 21日
- 羅傑·埃文，84歲，英國演員。
- 吉伯特·查理斯-皮卡爾，85歲，法國歷史學家和考古學家。[102]
- 艾薇兒·柯勒律治-泰勒，95歲，英國鋼琴家、指揮家和作曲家。[103]
- 阿德萊德·霍利·卡明，93歲，美國雜耍表演者、電臺主持人和電視名人。
- 卡爾·丹佛，67歲，蘇格蘭歌手，死於腦瘤。[104]
- 安妮·弗格森，57歲，蘇格蘭醫生和胰腺癌臨床研究員。[105]
- 桑多爾·伊瓦迪，95歲，匈牙利水球運動員和奧運冠軍。[106]
- 恩斯特·申克，94歲，德國醫生，黨衛軍成員。[107]
- 瑟凯福尔维-纳吉·贝洛，85歲，匈牙利數學家。[108]
- 耶日·托波爾斯基，70歲，波蘭歷史學家。
- 理查德·特恩布尔，89歲，英國殖民地總督。

### 22日
- 佩德羅·阿拉亞，73歲，智利籃球運動員。[109]
- 萊夫·埃裡克森，92歲，美國律師和政治家。[110]
- 佛吉尼亞·格雷厄姆，86歲，美國脫口秀主持人，心臟病發作而死。[111]
- 羅伯特·海恩斯，67歲，加拿大遺傳學家和生物物理學家。[112]
- 吉恩·保羅·馬拉奎斯，90歲，法國小說家。[113]
- 蘇巴希斯·奈格，43歲，印度數學家。
- 唐納德·索珀，95歲，英國衛理公會牧師和和平主義者。

### 23日
- 馬克·查特菲爾德，45歲，美國蛙泳運動員，死於淋巴瘤。[114]
- 傑克·希爾頓，77歲，英國橄欖球運動員。
- 佩吉·凱爾曼，89歲，澳大利亞航空先驅。
- 拉特納帕·庫姆巴，89歲，印度獨立活動家。
- 大衛·曼納斯，98歲，加拿大裔美國演員[115]
- 喬·奧蘭多，71歲，義大利裔美國插畫家、作家和漫畫家。[116]
- 阿纳托利·雷巴科夫，87歲，蘇聯和俄羅斯作家。[117]
- 蜜雪兒·湯瑪斯，30歲，美國女演員和喜劇演員，癌症。[118]
- 皮埃爾·瓦利埃，60歲，魁北克記者和作家，心力衰竭而死。[119]

### 24日
- Syl Apps，83歲，加拿大冰球運動員，心臟病發作而死。[120]
- 維奧拉·法伯（Viola Farber），67歲，美國編舞家和舞蹈家。[121]
- 馬特·吉利斯（Matt Gillies），77歲，蘇格蘭足球運動員兼經理。[122]
- 彼得·詹森斯，64歲，德國音樂家和作曲家。
- Daan Kagchelland，84歲，荷蘭水手和奧運冠軍。[123]
- William R. Perl，92歲，美國律師和心理學家。[124]
- Raemer Schreiber，88歲，美國物理學家。[125]
- 埃斯特爾·威瑟斯彭，82歲，美國藝術家、民權活動家和被子。

### 25日
- 卡塔琳娜·布勞倫，88歲，德國女演員。[126]
- 阿爾弗雷多·科維利，84歲，義大利政治家。
- Damita Jo DeBlanc，68歲，美國女演員，喜劇演員和歌手，死於呼吸系統疾病。[127]
- 布萊恩·麥克萊恩，52歲，美國歌手、吉他手和詞曲作者，心臟病發作而死。[128]
- 邁克·麥卡拉里（Mike McAlary），41歲，美國記者和專欄作家，結直腸癌。[129]
- 約翰·麥格拉思（John McGrath），60歲，英國足球運動員和經理。
- Hans Oeschger，71歲，瑞士氣候學家。[130]
- 理查·保羅，58歲，美國演員，死於癌症。[131]
- 約翰·普爾曼，75歲，英國斯諾克球員，死於家庭事故。[132]

### 26日
- 白洲正子（日語：白洲正子），日本作家，白洲次郎妻子。
- Cathal Goulding，75歲，北愛爾蘭共和黨人和愛爾蘭共和軍成員，死於癌症。
- 迪克·格羅夫，71歲，美國音樂家、作曲家和編曲家。[133]
- 赫德·哈特菲爾德，81歲，美國演員，心臟病發作而死。[134]
- 赫爾穆特·瑪律克，85歲，二戰期間德國空軍上校。
- 邁克爾·謝拉德（Michael Sherard），88歲，英國時裝設計師。[135]
- 拉姆·斯瓦魯普（Ram Swarup），78歲，印度作家。

### 27日
- Kevork Ajemian，66歲，黎巴嫩亞美尼亞作家、記者、小說家和活動家。[136]
- 丹尼·布斯特羅斯，39歲，黎巴嫩肚皮舞者，社交名流和舞臺女演員，自殺身亡。[137]
- 安妮塔·霍夫曼，56歲，美國作家和活動家，死於乳腺癌。
- 安妮·霍爾姆，76歲，丹麥記者和兒童作家。[138]
- 羅伯特·詹森，78歲，二戰期間的美國戰鬥機飛行員。[139]
- 喬·派克，75歲，美國橄欖球運動員。[140]
- 羅伊鮑威爾，英國橄欖球聯盟球員，心臟病發作而死。[141]
- Ralegh Radford，98歲，英國考古學家和歷史學家。[142]
- 里卡多·托爾莫，46歲，西班牙摩托車公路賽車手，死於白血病。

### 28日
- André Bizette-Lindet，92歲，法國雕塑家。
- 赫伯特·費希納，85歲，東德政治家。
- 威廉·法蘭克法瑟，54歲，美國演員
- Edgar Hovhannisyan，68歲，亞美尼亞作曲家。
- 羅恩·亨廷頓，77歲，加拿大政治家。
- 維爾納·穆勒，78歲，德國作曲家和古典音樂指揮家。[143]
- 索蒂·羅林斯，69歲，美國賽車手。
- 羅伯特·羅森，64歲，美國理論生物學家。[144]
- 哈羅德·辛德勒，69歲，美國記者和歷史學家。[145]
- 汪德昭，93歲，中國物理學家。[146]
- 瑪麗·安·昂格爾，53歲，美國抽象雕塑家，死於乳腺癌。[147]
- Bjørn Watt-Boolsen，75歲，丹麥電影演員。

### 29日
- 傑夫·克勞福德，82歲，澳大利亞政治家。[148]
- 喬治·柯倫，80歲，英格蘭橄欖球聯盟足球運動員。
- 休伯特·德尚，75歲，法國演員，心臟病發作而死。
- 菲利斯·甘迺迪，84歲，美國電影女演員。
- 傑克·摩爾，92歲，美國布景設計師。
- 唐·泰勒，78歲，美國演員和電影導演，心力衰竭而死。[149]

### 30日
- 瓊·布羅薩，79歲，加泰羅尼亞詩人、劇作家和視覺藝術家。[150]
- 讓-克勞德·福雷斯特，68歲，法國作家和漫畫插畫家，死於哮喘。[151]
- 傑克·格雷厄姆，82歲，美國棒球運動員。[152]
- 沃克·漢考克，97歲，美國雕塑家和教師。[153]
- Rune Johansson，78歲，瑞典冰球運動員。[154]
- 木下惠介，86歲，日本電影導演，死於中風。[155]
- 約翰尼·摩爾，64歲，美國R&B歌手，與The Drifters合作，死於肺炎。[156]
- Sam Muchnick，93歲，美國職業摔跤推廣人。
- 安薩爾·拉紮克，24歲，印尼足球運動員，交通事故。
- Karl Heinz Rechinger，92歲，奧地利植物學家和植物地理學家。
- 奥托·瓦克斯，89歲，德國水手和奧運獎牌得主。[157]
- 喬治·韋伯，86歲，英國演員。

### 31日
- 喬治·林恩·克羅斯，93歲，美國植物學家和作家。[158]
- H. Dunlop Dawbarn，83歲，美國商人、慈善家和政治家。[159]
- 泰德·格洛索普，澳大利亞橄欖球運動員和教練，死於癌症。
- 萊斯·哈蒙德，90歲，加拿大政治家。
- 吉恩·哈洛，79歲，美式橄欖球運動員和教練。
- 艾倫·莫裡斯，44歲，英格蘭足球運動員，被謀殺。
- Erling Norvik，70歲，挪威政治家。
- 阿諾德·斯蒂克利，72歲，英國高爾夫球手。
- 傑里·威廉姆斯，75歲，美式橄欖球運動員和教練，死於白血病。[160]